# Samuel Figueiredo da Silva
Samuel Figueiredo da Silva foi um desembargador brasileiro, nomeado interventor do estado do Rio Grande do Sul pelo ministro da Guerra, Góis Monteiro, depois da deposição de Getúlio Vargas e do fim do Estado Novo. Foi presidente do Tribunal de Justiça do Rio Grande do Sul.